# Hamza Maimón
Hamza Maimón Amessaud, riportato anche come Hamza Bouyouzan (Ceuta, 11 luglio 1991), è un giocatore di calcio a 5 spagnolo con cittadinanza marocchina.

## Carriera
Nativo di Ceuta, è in possesso della cittadinanza marocchina grazie alle radici dei nonni, originari di Nador. Dopo aver compiuto l'intera trafila nelle selezioni giovanili spagnole, nel settembre del 2019 accetta la convocazione di Hicham Dguig, commissario tecnico del Marocco. Con i Leoni dell'Atlante vince la Coppa d'Africa 2020. L'anno seguente figura tra i convocati per la Coppa del Mondo, nella quale il Marocco raggiunge per la prima volta i quarti di finale.

## Palmarès
- Coppa d'Africa: 1
Marocco 2020